# Русская Пенделка
Русская Пенделка — село в Кузнецком районе Пензенской области. Входит в состав Махалинского сельсовета.

## География
Село расположено в восточной части области на расстоянии примерно в 25 километрах по прямой к западу-юго-западу от районного центра Кузнецка.
Часовой пояс
Село Русская Пенделка как и вся Пензенская область, находится в часовой зоне МСК (московское время). Смещение применяемого времени относительно UTC составляет +3:00.

## Население
| 1795 | 1859  | 1897  | 1926  | 1930  | 1939 | 1959 |
| ---- | ----- | ----- | ----- | ----- | ---- | ---- |
| 1098 | ↗1799 | ↘1757 | ↘1482 | ↗1582 | ↘888 | ↘454 |
| 1979 | 1989  | 1996  | 2002  | 2010  |      |      |
| ↘187 | ↘110  | ↘88   | ↘78   | ↘56   |      |      |

Национальный состав
Согласно результатам переписи 2002 года, в национальной структуре населения русские составляли 99 % из 78 чел..